# Futian
Futian (en chino, 福田区; pinyin, Fútián qū; literalmente, ‘campo de bienestar’) es un distrito urbano bajo la administración directa de la Subprovincia Shenzhen en la Provincia de Guangdong, República Popular China. Su área es de 78 km² y su población total para 2020 superó los 1.55 millón de  habitantes.

## Administración
El distrito de Futian se divide en 8 subdistritos.
- Futian 福田
- Nanyuan 南园
- Yuanling 园岭
- Shatou 沙头
- Xiangmihu 香密湖
- Meilin 梅林
- Lianhua 莲花
- Huafu 华富

## Toponimia
El nombre Futian es de origen desconocido, hay teorías propuestas;
Una teoría dice que deriva de una frase que data de la dinastía Song (960-1297) que reza: "Los lagos y las montañas están bendecidas con campos de cultivo fértiles" (湖山擁[福, 田]地生輝 húshānyōngFú Tiándìshēnghuī).

## Historia
El distrito de Luohu se estableció en abril de 1979, un mes después de que se promoviera a Shenzhen al estado de la ciudad. Futian y otra área llamada Fucheng (附城) se convirtieron en comunas dentro del distrito de Luohu.
Futian se convirtió en parte de la Zona económica especial de Shenzhen después de su designación en 1980. Luego se convirtió en un subdistrito en el distrito de Shangbu (上步).
Futian, junto con Nanshan, fue promovido al estatus de distrito en octubre de 1990. El distrito Shangbu, que había gobernado el subdistrito de Futian en la década anterior, se convirtió en parte del distrito de Futian. El gobierno del distrito se estableció en Shennan Middle Road.
La rápida urbanización ocurrió a fines del siglo XX; las tierras agrícolas que una vez constituyeron la gran mayoría de Luohu se redujeron a un área de solo 12.26 km² (4.73 millas cuadradas) para el año 2003.

## Clima
Debido a su posición geográfica,los patrones climáticos en la siguiente tabla son los mismos de Shénzhen.
| Parámetros climáticos promedio de Futian (1971–2000) | Parámetros climáticos promedio de Futian (1971–2000) | Parámetros climáticos promedio de Futian (1971–2000) | Parámetros climáticos promedio de Futian (1971–2000) | Parámetros climáticos promedio de Futian (1971–2000) | Parámetros climáticos promedio de Futian (1971–2000) | Parámetros climáticos promedio de Futian (1971–2000) | Parámetros climáticos promedio de Futian (1971–2000) | Parámetros climáticos promedio de Futian (1971–2000) | Parámetros climáticos promedio de Futian (1971–2000) | Parámetros climáticos promedio de Futian (1971–2000) | Parámetros climáticos promedio de Futian (1971–2000) | Parámetros climáticos promedio de Futian (1971–2000) | Parámetros climáticos promedio de Futian (1971–2000) |
| Mes                                                  | Ene.                                                 | Feb.                                                 | Mar.                                                 | Abr.                                                 | May.                                                 | Jun.                                                 | Jul.                                                 | Ago.                                                 | Sep.                                                 | Oct.                                                 | Nov.                                                 | Dic.                                                 | Anual                                                |
| ---------------------------------------------------- | ---------------------------------------------------- | ---------------------------------------------------- | ---------------------------------------------------- | ---------------------------------------------------- | ---------------------------------------------------- | ---------------------------------------------------- | ---------------------------------------------------- | ---------------------------------------------------- | ---------------------------------------------------- | ---------------------------------------------------- | ---------------------------------------------------- | ---------------------------------------------------- | ---------------------------------------------------- |
| Temp. máx. media (°C)                                | 19.7                                                 | 19.7                                                 | 22.7                                                 | 26.3                                                 | 29.3                                                 | 31.1                                                 | 32.2                                                 | 32.0                                                 | 31.2                                                 | 28.9                                                 | 25.1                                                 | 21.5                                                 | 26.6                                                 |
| Temp. media (°C)                                     | 14.9                                                 | 15.5                                                 | 18.7                                                 | 22.5                                                 | 25.7                                                 | 27.8                                                 | 28.6                                                 | 28.2                                                 | 27.2                                                 | 24.7                                                 | 20.4                                                 | 16.4                                                 | 22.6                                                 |
| Temp. mín. media (°C)                                | 11.7                                                 | 12.7                                                 | 16.0                                                 | 19.9                                                 | 23.2                                                 | 25.2                                                 | 25.7                                                 | 25.5                                                 | 24.3                                                 | 21.6                                                 | 17.1                                                 | 12.9                                                 | 19.7                                                 |
| Lluvias (mm)                                         | 29.8                                                 | 44.1                                                 | 67.5                                                 | 173.6                                                | 238.5                                                | 296.4                                                | 339.3                                                | 368.0                                                | 238.2                                                | 99.4                                                 | 37.4                                                 | 34.2                                                 | 1966.4                                               |
| Días de lluvias (≥ 0.1 mm)                           | 7.07                                                 | 10.07                                                | 10.77                                                | 12.73                                                | 15.60                                                | 18.47                                                | 17.00                                                | 18.30                                                | 14.83                                                | 7.63                                                 | 5.63                                                 | 5.97                                                 | 144.1                                                |
| Horas de sol                                         | 147.9                                                | 98.8                                                 | 101.4                                                | 110.2                                                | 149.8                                                | 173.6                                                | 220.0                                                | 188.6                                                | 181.2                                                | 199.5                                                | 184.3                                                | 178.5                                                | 1933.8                                               |
| Humedad relativa (%)                                 | 71.7                                                 | 76.8                                                 | 79.5                                                 | 81.0                                                 | 81.7                                                 | 81.8                                                 | 80.5                                                 | 81.8                                                 | 78.8                                                 | 72.4                                                 | 68.4                                                 | 67.1                                                 | 76.8                                                 |
| Fuente: 21CMA 25 de enero de 2009                    |                                                      |                                                      |                                                      |                                                      |                                                      |                                                      |                                                      |                                                      |                                                      |                                                      |                                                      |                                                      |                                                      |